# Стружка българска община
Стружката българска община е гражданско-църковно сдружение на българите екзархисти в Охрид, Османската империя, съществувало до 1913 година, когато е закрита след Междусъюзническата война от новите сръбски власти.

## История
През януари 1887 година Стружката българска община организира тържества по случай 25-годишнината от мъченическата смърт на Братя Миладинови. На 11 януари 1912 година по случай 50-годишнина в Струга са организирани и е поставена паметна плоча на външната страна на родната им къща, на която пише:
| „ | В памет на народните труженици братя Д. и К. Миладинови, 50 годишнина от смъртта им. Гр. Струга – 11.I.1912 г. От гр[адската] община. | “ |

Председателят на Стружката българска община архимандрит Дионисий на 25 септември 1908 година моли с писмо племенника на Братя Миладинови Климент Миладинов да подари къщата, „гдето са се родили незабравимите Бр[атя] Миладинови в гр. Струга, защото Поч[итаемият] Нах[ийски] См[есен] Съвет мисли, постепенно, да я ремонтира и обърне на музей или читалище“. На 15 февруари 1912 година Стружкото околийско учителско дружество пише на Климент Миладинов със същата молба: „Като се имат предвид грамадните на стружките два великана заслуги за българския народ, от преголяма важност е всичко, което напомня за техния живот и епохата, в която са се подвизавали те. На първо място, от най-голяма цена е хижата, където са се родили и откърмили тия народни великани. Тя е, и трябва да бъде, светиня за Струга и бълг[арския] народ; тя трябва да се запази като паметник, който ще напомнува за величавшите образи и ще служи за поука на идещите поколения. За преголямо съжаление, обаче, тая народна светиня се намира в надвечерието на срутяването си и, ако не се побърза с ремонтирането ѝ, в скоро време за общ срам, би се обърнала в развалини. Прочее, необходимо нужно е да се ремонтира къщата и то час по-скоро. За да извърши това общината, като народно учреждение, преди всичко, тя трябва да стане нейн юридически стопанин, а това зависи най-много от вас“.
На 8 март 1912 година Климент Миладинов изпраща писмо до Стружкото учителско дружество, с което дарява къщата на Миладиновци на Стружката българска община и пише за писмото на Учителското дружество от 15 април 1912 година: „То ми дава хубавия случай да видя, че съгражданите на великите мои чичовци са въодушевени от мисълта да дадат един реален израз на оная почит, която ние българите дължим за увековечаване паметта на двамата борци за българско самосъзнание“. На 15 април 1912 година Учителското дружество с писмо изказва благодарност за родолюбивия жест на Климент Миладинов и отбелязва, че са направени постъпки пред общината за ремонтирането на къщата, „за да се запази за вечни времена като народна светиня“.